# Shinminato, Toyama

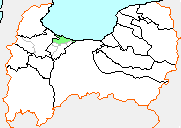
Shinminato

Shinminato, uneori Shimminato (新湊市 Shinminato-shi?) a fost un municipiu din Japonia, prefectura Toyama. La 1 noiembrie 2005 în rezultatul comasării municipiului Shinminato cu orașele Daimon, Kosugi, Ōshima, și cu satul Shimo, a fost creat municipiul Imizu.